# Dlouhý Most
Dlouhý Most település Csehországban, Libereci járásban. Dlouhý Most Jeřmanice, Šimonovice, Hodkovice nad Mohelkou és Liberec településekkel határos. Lakosainak száma 996 fő (2024. január 1.).

## Népesség
A település lakosságának változását az alábbi diagram mutatja:
| Lakosok száma | 2154 | 1896 | 1276 | 785  | 611  | 561  | 879  | 895  | 943  | 996  |
|               | 1869 | 1890 | 1921 | 1950 | 1980 | 2001 | 2017 | 2019 | 2022 | 2024 |